# Gebäudeversicherung Bern
Die Gebäudeversicherung Bern (GVB) ist ein öffentlich-rechtliches Versicherungsunternehmen mit Sitz in Bern. Sie wurde 1807 gegründet und hat den gesetzlichen Auftrag, alle Gebäude im Kanton Bern gegen Feuer- und Elementarschäden zu versichern. Neben der obligatorischen Versicherung bietet die GVB über ihre Tochtergesellschaften freiwillige Zusatzversicherungen, Dienstleistungen im Bereich Brandschutz und Naturgefahrenprävention sowie digitale Lösungen für die Gebäudesicherheit an. Die GVB ist nicht gewinnorientiert und arbeitet nach dem Prinzip der Solidarität.

## Unternehmensstruktur
Die GVB Gruppe umfasst mehrere Gesellschaften mit unterschiedlichen Schwerpunkten:
- Gebäudeversicherung Bern (GVB): Wie andere Gebäudeversicherungen der Schweiz vereint sie sogenannten Dreifachschutz durch die Aufgabengebiete Prävention, Intervention und Versicherung.[3][4][5][6][7]
  - Prävention: Mit den beiden Fachstellen Brandschutz und Naturgefahren bietet sie Prävention, Beratung und Risikomanagement im Bereich Brandschutz und Naturgefahren wie Starkregen, Hagel oder Sturmwind. Die Fachstelle Brandschutz hat den gesetzlichen Auftrag, den Vollzug des Brandschutzes sicherzustellen.
  - Intervention: Das Feuerwehrinspektorat der GVB verantwortet die Koordination und Unterstützung der Feuerwehren im Kanton Bern.
  - Versicherung: Die GVB ist verantwortlich für die gesetzliche Pflichtversicherung gegen Feuer- und Elementarschäden (Grundversicherung), die im Kanton Bern obligatorisch ist und per Gesetz der GVB übertragen ist.
- GVB Privatversicherungen AG: Anbieterin freiwilliger Zusatzversicherung für Gebäude, unter anderem für Erdbeben- oder Umweltschäden.[4][5][8]
- GVB Services AG: Erbringt Dienstleistungen in den Bereichen Brandschutz, Naturgefahrenprävention und Gebäudeanalysen.[7]

Die Gebäudeversicherung Bern ist aufgrund ihres gesetzlichen Auftrags und in Abgrenzung zu den übrigen Gebäudeversicherungen der Schweiz ausschliesslich im Kanton Bern aktiv. Die Tochtergesellschaft GVB Privatversicherungen AG fokussiert sich auf den Kanton Bern, bietet aber auch Leistungen ausserkantonal an. Die GVB Services AG ist mit ihren Produkten und Dienstleistungen schweizweit tätig.

## Geschichte
Die Wurzeln der Gebäudeversicherung Bern reichen bis ins 18. Jahrhundert zurück, als sich die Bernischen Gemeinden und Städte zunehmend mit den verheerenden Folgen von Feuersbrünsten konfrontiert sahen. Besonders katastrophale Stadtbrände, wie der Brand von Bern 1405 oder die zahlreichen Dorfbrände in der Frühen Neuzeit, führten zur Einführung strenger Feuerordnungen und zu ersten kollektiven Hilfssystemen.
Im Jahr 1807 wurde auf Initiative von Politikern und Wirtschaftsvertretern des Kantons Bern die Brandversicherungsanstalt des Kanton Bern gegründet. Ziel war es, ein solidarisches Versicherungssystem zu schaffen, bei dem Gebäudeeigentümer gemeinsam für Schäden aufkommen und finanzielle Sicherheit erhalten. Anders als in privatwirtschaftlichen Versicherungsmodellen war das System auf Gemeinnützigkeit ausgerichtet: Überschüsse wurden nicht als Gewinn ausgeschüttet, sondern zur Stabilisierung der Prämien und zur Risikominimierung eingesetzt.
Zunächst war der Beitritt zur Brandversicherung freiwillig, doch mit steigenden Schäden und wachsendem Sicherheitsbedürfnis wurde 1881 die Versicherungspflicht für alle Gebäude im Kanton Bern eingeführt. Diese Entscheidung hatte weitreichende Auswirkungen:
- Finanzielle Sicherheit für Hauseigentümer durch kalkulierbare Versicherungsprämien. Diese sind nachweisbar tiefer als in Kantonen ohne eine Monopolversicherung.
- Risikostreuung durch die Solidargemeinschaft: Jeder Versicherte leistete seinen Beitrag, sodass Schäden nicht nur von einzelnen Betroffenen getragen werden mussten.
- Prävention als neue Kernaufgabe: Die GVB begann, den Brandschutz systematisch zu verbessern, Feuerwehrorganisationen zu unterstützen und bauliche Sicherheitsmassnahmen zu fördern.

Die Einbindung der Versicherungsnehmer in das System stärkte den Gedanken der gemeinschaftlichen Verantwortung, der bis heute die Grundlage der GVB bildet.
In den folgenden Jahrzehnten wurde die Versicherung stetig ausgebaut:
- 1928: Die Gebäudeversicherung wurde um Elementarschäden wie Überschwemmungen, Erdrutsche und Lawinen ergänzt.
- 1942: Einführung der Hagelversicherung, die Gebäudeschäden durch extreme Unwetter abdeckte.
- 1971: Einführung der Neuwertversicherung, um sicherzustellen, dass Gebäude nach einem Schaden zum aktuellen Bauwert wiederhergestellt werden können.
- 1993: Einführung von freiwilligen Zusatzversicherungen, um über den gesetzlichen Grundschutz hinaus weitere Risiken abzusichern.
- 2005: Start des digitalen Frühwarnsystems Wetter-Alarm, das Eigentümer rechtzeitig über Naturgefahren informiert.
- 2011: Reorganisation zur GVB Gruppe mit der Gründung von Tochtergesellschaften rund um Gebäude.

## Produkte und Dienstleistungen
(Quelle: )

### Obligatorische Versicherungen
- Gebäudeversicherung gegen Feuer- und Elementarschäden
- Bauzeitversicherung für Neubauten und Umbauten

### Zusätzliche Versicherungen (GVB Privatversicherungen AG)
- Gebäude- und Immobilienversicherungen
- Immobilien-Rechtsschutzversicherung
- Bau- und Haftpflichtversicherung

## Prävention und Beratung
Die GVB engagiert sich in der Prävention und Schadenverhütung, unter anderem durch:
- Fachstelle Naturgefahren: Unterstützung von Gemeinden und Gebäudebesitzern beim Schutz vor Naturereignissen[9]
- Wetter-Alarm: Wetter-App mit Wetterprognosedaten für die Schweiz und das Ausland und Unwetterwarndienst für die Schweiz[10]
- hausinfo: Online-Plattform mit Informationen und Tipps rund um Haus und Garten.[11]
- Brandschutzinspektionsstelle: Dienstleistungen und Weiterbildungen rund um den technischen Brandschutz[12]
- GVB Academy: Schulungen und Fachwissen für Brandschutz und Prävention[13]
- Heureka: Informationsplattform für Brandschutz[14]
- GVB-Shop: Onlineshop für Präventionsprodukte[15]

## Engagement, Kooperationen und Nachhaltigkeit
Die GVB unterstützt Forschung, Kultur und gemeinnützige Projekte. Dazu gehören:
- Präventionsstiftung: Förderung von Sicherheitsprojekten
- Kulturstiftung: Unterstützung kultureller Projekte im Kanton Bern
- Partnerschaften mit Hochschulen, Feuerwehren und Forschungsinstituten. Partnerschaften pflegt die GVB im Rahmen der eigenen Arbeitsgebieten und Projekten zur Förderung von ökologischer, ökonomischer und sozialer Nachhaltigkeit.

## Strategie und Zukunft
Die Vision 2030 der GVB fokussiert auf Nachhaltigkeit, Digitalisierung und eine verstärkte Prävention im Bereich Naturgefahren.